# Ichneumon humeralis
Ichneumon humeralis är en stekelart som beskrevs av Lichtenstein 1796. Ichneumon humeralis ingår i släktet Ichneumon och familjen brokparasitsteklar. Inga underarter finns listade i Catalogue of Life.